# Look What You Made Me Do
"Look What You Made Me Do" là một bài hát của ca sĩ-nhạc sĩ người Hoa Kỳ Taylor Swift, trích từ album phòng thu thứ sáu của cô, Reputation (2017). Bài hát được phát hành dưới dạng đĩa đơn mở đường cho album vào ngày 24 tháng 8 năm 2017. Taylor đồng sáng tác ca khúc cùng với Jack Antonoff. Fred Fairbrass, Richard Fairbrass, và Rob Manzoli từ ban nhạc Right Said Fred cũng được đề cập đến với tư cách đồng tác giả vì ca khúc lấy cảm hứng từ bài "I'm Too Sexy" năm 1991 của họ. Bài hát nhận được những đánh giá trái chiều nhau từ giới phê bình, hầu hết là về sự thay đổi phong cách của Swift. Video âm nhạc cho bài hát được chỉ đạo bởi Joseph Kahn, trở thành video âm nhạc được xem nhiều nhất trong 24 giờ đầu tiên (2017). Tính tới nay Look what you made me do đã bán được hơn 20 triệu trên toàn cầu

## Diễn biến thương mại
Tại Hoa Kỳ, "Look What You Made Me Do" mở đầu tại vị trí 77 trên BXH Billboard Hot 100, nhờ số lượt phát sóng trên radio trong 3 ngày đầu phát hành. Bài hát cũng đạt gần 200,000 bản kỹ thuật số được bán ra trong ngày đầu, trở thành bài hát có lượt tải về cao nhất kể từ "Shape of You" của Ed Sheeran. Một tuần sau, bài hát leo từ hạng 77 lên hạng 1 trên Hot 100, với 915,000 đơn vị, trong đó là 353,000 bản thuần, trở thành bước nhảy lên hạng nhất cao thứ năm trong lịch sử bảng xếp hạng và trở thành đĩa đơn thứ năm của Swift đạt hạng 1 tại Mỹ. Với 353,000 bản bán ra, "Look What You Made Me Do" có doanh số mở màn cao kỷ lục kể từ "Can't Stop the Feeling!" của Justin Timberlake vào năm 2016 và doanh số trong một tuần cao nhất của một nghệ sĩ nữ kể từ "Hello" của Adele vào năm 2015. Bài hát đã được stream 84,4 triệu lượt trong tuần đầu, cao nhất cho một nữ nghệ sĩ và đứng thứ hai nếu tính tổng thể. Bài hát cũng trở thành đĩa đơn quán quân đầu tiên có mặt một nghệ sĩ nữ tại Mỹ kể từ 2016 khi Halsey hợp tác cùng The Chainsmokers trong "Closer" và đĩa đơn đầu tiên của nữ nghệ sĩ hát chính kể từ Sia với "Cheap Thrills" hợp tác cùng Sean Paul. Nó đồng thời là bài hát quán quân của một nghệ sĩ nữ solo đầu tiên tại nước này kể từ "Hello" của Adele.
Tại Anh Quốc, "Look What You Made Me Do" bán ra 20,000 bản và được stream 2,4 triệu lượt trong chưa tới 1 tuần. Vào ngày 1 tháng 9 năm 2017, nó trở thành bài hát đầu tiên của cô đạt vị trí quán quân tại nước này với 30,000 bản bán ra và 5,3 triệu lượt stream trong tuần đầu phát hành.
"Look What You Made Me Do" cũng mở đầu tại vị trí quán quân tại Úc, trở thành đĩa đơn quán quân thứ năm của cô tại đây sau "Love Story", "Shake It Off", "Blank Space", và "Bad Blood". Bài hát còn mở đầu ở vị trí quán quân tại Ireland, Scotland, và New Zealand.

## Video âm nhạc
Video âm nhạc chính thức cho bài hát được ra mắt ngày 27 tháng 8 năm 2017 tại Giải Video âm nhạc của MTV năm 2017. Video đã phá kỉ lục cho video âm nhạc được xem nhiều nhất trong 24 giờ đầu tiên nhờ đạt được 43,2 triệu lượt xem trên YouTube trong ngày đầu phát hành. Look What You Made Me Do đồng thời vượt qua kỉ lục của Vevo là "Hello" của Adele với 27,7 triệu lượt, và kỉ lục của YouTube là "Gentleman" của Psy với 36 triệu lượt.. Mv cũng phá kỉ lục khi là video ca nhạc đạt 100 triệu view nhanh nhất trên hệ thống Vevo; 200 triệu, 300 triệu, 400 triệu trên Youtube.

## Bảng xếp hạng
| Bảng xếp hạng (2017)                            | Vị trí cao nhất |
| ----------------------------------------------- | --------------- |
| Argentina Anglo (Monitor Latino)                | 4               |
| Úc (ARIA)                                       | 1               |
| Áo (Ö3 Austria Top 40)                          | 2               |
| Bỉ (Ultratop 50 Flanders)                       | 8               |
| Bỉ (Ultratop 50 Wallonia)                       | 39              |
| Canada (Canadian Hot 100)                       | 1               |
| Canada AC (Billboard)                           | 33              |
| Canada CHR/Top 40 (Billboard)                   | 10              |
| Canada Hot AC (Billboard)                       | 10              |
| Croatia (HRT)                                   | 1               |
| Cộng hòa Séc (Rádio Top 100)                    | 39              |
| Cộng hòa Séc (Singles Digitál Top 100)          | 1               |
| Đan Mạch (Tracklisten)                          | 12              |
| Euro Digital Songs (Billboard)                  | 1               |
| Phần Lan (Suomen virallinen lista)              | 8               |
| France (SNEP)                                   | 4               |
| Trường songid là BẮT BUỘC CHO BẢNG XẾP HẠNG ĐỨC | 3               |
| Greece Digital Songs (Billboard)                | 1               |
| Hungary (Single Top 40)                         | 3               |
| Hungary (Stream Top 40)                         | 1               |
| Ireland (IRMA)                                  | 1               |
| Israel (Media Forest)                           | 1               |
| Ý (FIMI)                                        | 10              |
| Nhật Bản (Japan Hot 100)                        | 7               |
| Japan Hot Overseas (Billboard)                  | 1               |
| Latvia (Latvijas Top 40)                        | 2               |
| Lebanon (Lebanese Top 20)                       | 1               |
| Lithuania (M-1 Top 40)                          | 8               |
| Luxembourg Digital Songs (Billboard)            | 7               |
| Malaysia (RIM)                                  | 1               |
| Mexico Anglo (Monitor Latino)                   | 1               |
| Hà Lan (Dutch Top 40)                           | 7               |
| Hà Lan (Single Top 100)                         | 13              |
| New Zealand (Recorded Music NZ)                 | 1               |
| Norway (VG-lista)                               | 6               |
| Philippines (Philippine Hot 100)                | 1               |
| Bồ Đào Nha (AFP)                                | 4               |
| Russia Airplay (Tophit)                         | 54              |
| Scotland (OCC)                                  | 1               |
| Slovakia (Singles Digitál Top 100)              | 1               |
| South Korea International Chart (Gaon)          | 6               |
| Tây Ban Nha (PROMUSICAE)                        | 1               |
| Thụy Điển (Sverigetopplistan)                   | 7               |
| Thụy Sĩ (Schweizer Hitparade)                   | 6               |
| Anh Quốc (OCC)                                  | 1               |
| Hoa Kỳ Billboard Hot 100                        | 1               |
| Hoa Kỳ Adult Contemporary (Billboard)           | 19              |
| Hoa Kỳ Adult Pop Airplay (Billboard)            | 7               |
| Hoa Kỳ Dance Club Songs (Billboard)             | 9               |
| Hoa Kỳ Pop Airplay (Billboard)                  | 1               |
| Hoa Kỳ Rhythmic (Billboard)                     | 20              |
| Venezuela Anglo (Monitor Latino)                | 5               |

## Chứng nhận
| Quốc gia | Chứng nhận | Số đơn vị/doanh số chứng nhận |
| --- | ---------- | ----------------------------- |
| Úc (ARIA) | Bạch kim   | 70.000‡                       |
| Canada (Music Canada) | Bạch kim   | 0‡                            |
| Ý (FIMI) | Vàng       | 25.000‡                       |
| New Zealand (RMNZ) | Vàng       | 15.000‡                       |
| Anh Quốc (BPI) | Bạc        | 200.000‡                      |
| Hoa Kỳ (RIAA) | Bạch kim   | 707,626                       |
| * Chứng nhận dựa theo doanh số tiêu thụ. ^ Chứng nhận dựa theo doanh số nhập hàng. ‡ Chứng nhận dựa theo doanh số tiêu thụ và phát trực tuyến. |            |                               |

## Lịch sử phát hành
| Khu vực        | Ngày                | Định dạng            | Nhãn            | Ref.   |
| -------------- | ------------------- | -------------------- | --------------- | ------ |
| Nhiều quốc gia | 24 tháng 8 năm 2017 | Streaming            | Big Machine     | [ 73 ] |
| Nhiều quốc gia | 25 tháng 8 năm 2017 | Tải nhạc kỹ thuật số | Big Machine     | [ 74 ] |
| Italia         | 25 tháng 8 năm 2017 | Radio hit đương đại  | Universal Music | [ 75 ] |
| Anh Quốc       | 26 tháng 8 năm 2017 | Radio hit đương đại  | Virgin EMI      | [ 76 ] |
| Hoa Kỳ         | 29 tháng 8 năm 2017 | Radio hit đương đại  | Big Machine     | [ 77 ] |